# Петренко Ірина Анатоліївна
Ірина Петренко (при народженні Варвинець) (нар. 4 липня 1992, Мохнатин, Чернігівський район, Чернігівська область, Україна) — українська біатлоністка, триразова призерка чемпіонатів світу серед юніорів, чемпіонка Європи серед юніорів, чемпіонка та призерка чемпіонатів Європи, дворазова призерка зимової Універсіади, учасниця та призерка етапів Кубка світу з біатлону.
Ірина магістрантка факультету фізичного виховання, Національний університет "Чернігівський колегіум" імені Т.Г.Шевченка.

## Виступи на Олімпійських іграх
| Ігри           | Інд. гонка | Спринт | Персьют | Масстарт | Естафета | Змішана естафета |
| -------------- | ---------- | ------ | ------- | -------- | -------- | ---------------- |
| Пхьончхан 2018 | —          | 73     | —       | —        | 11       | 7                |
| Пекін 2022     | 11         | 40     | 55      | —        | 7        | —                |

## Виступи на чемпіонатах світу
| Рік  | Місце проведення    | Інд | Спр | Пр | МС | Ест | ЗМ |
| 2017 | Гохфільцен, Австрія | 20  |     |    |    | 2   |    |

## Виступи на чемпіонатах Європи
| Рік   | Місце проведення            | Інд | Спр | Пр | Ест** | ЗМ |
| 2011* | Ріднау-Валь-Ріданна, Італія | 4   | 8   | 20 | —     | 7  |
| 2012* | Брезно-Осрбліє, Словаччина  | 10  | 2   | 1  | —     | 3  |
| 2013* | Банско, Болгарія            | 15  | 5   | 8  | —     | 3  |
| 2014  | Нове Место-на-Мораві, Чехія | 9   | 20  | 17 | 6     | —  |
| 2015  | Отепя, Естонія              | 20  | 8   | 2  | 1     | —  |
| 2018  | Ріднау-Валь-Ріданна, Італія | 5   | 1   | 2  | —**   | 1  |

[*] — юніорські змагання
[**] — ОЗЕ у 2018 році (класичних естафет не було)

## Виступи на чемпіонатах світу серед юніорів
| Рік  | Місце проведення            | Інд | Спр | Пр | ЗМ |
| 2009 | Кенмор, Канада              | 39  | 27  | 28 | 4  |
| 2010 | Торсбі, Швеція              | 25  | 21  | 21 | 5  |
| 2011 | Нове Место-на-Мораві, Чехія | 5   | 13  | 6  | 2  |
| 2012 | Контіолагті, Фінляндія      | 4   | 18  | 7  | 3  |
| 2013 | Обертілліях, Австрія        | 13  | 13  | 13 | 2  |

## Кар'єра в Кубку світу
- Дебют в кубку світу — 16 січня 2013 року в спринті в  Антхольці — 61 місце.
- Перше попадання в залікову зону — 16 січня 2015 року в спринті в  Рупольдингу — 33 місце.
- Перший подіум — 6 лютого 2015 року в змішаній естафеті в  Нове Место-на-Мораві — 3 місце.
- Перша перемога — 17 січня 2016 року в естафеті в  Рупольдингу — 1 місце.

### Подіуми на етапах кубків світу
| Сезон   | Місце проведення                   | Змагання         | Результат |
| ------- | ---------------------------------- | ---------------- | --------- |
| 2016-17 | Контіолахті, Фінляндія             | Змішана естафета | 3         |
| 2016-17 | Поклюка, Словенія                  | Естафета         | 3         |
| 2015-16 | Рупольдінг, Німеччина              | Естафета         | 1         |
| 2015-16 | Преск-Айл, Сполучені Штати Америки | Естафета         | 2         |
| 2014-15 | Нове Место-на-Мораві, Чехія        | Змішана естафета | 3         |

### Статистика виступів у Кубку світу
| 2016–2017 | Остерсунд | Остерсунд | Остерсунд | Остерсунд | Остерсунд | Поклюка | Поклюка | Поклюка | Нове Место | Нове Место | Нове Место | Обергоф | Обергоф | Обергоф | Рупольдінг | Рупольдінг | Рупольдінг | Антхольц | Антхольц | Антхольц | ЧС Гохфільцен | ЧС Гохфільцен | ЧС Гохфільцен | ЧС Гохфільцен | ЧС Гохфільцен | ЧС Гохфільцен | Пхьончхан | Пхьончхан | Пхьончхан | Контіолахті | Контіолахті | Контіолахті | Контіолахті | Холменколен | Холменколен | Холменколен | Підсумки | Підсумки | Підсумки |
| 2016–2017 | ЗМ        | ОЗМ       | Інд       | Спр       | Пр        | Спр     | Пр      | Ест     | Спр        | Пр         | МС         | Спр     | Пр      | МС      | Ест        | Спр        | Пр         | Інд      | МС       | Ест      | ЗМ            | Спр           | Пр            | Інд           | Ест           | МС            | Спр       | Пр        | Ест       | Спр         | Пр          | ОЗМ         | ЗМ          | Спр         | Пр          | МС          | Очок     | Місце    |          |
| 2016–2017 | —         | 9         | 34        | 23        | 52        | 65      | —       | 3       | 19         | 16         | DNS        | 56      | DNS     | —       | 4          | 52         | 20         | —        | —        | —        | —             | —             | —             | 20            | 2             | —             | 44        | 24        | 7         | 33          | 7           | —           | 3           | 68          | —           | —           | 175      | 41       |          |

| 2015–2016 | Естерсунд | Естерсунд | Естерсунд | Естерсунд | Естерсунд | Гохфільцен | Гохфільцен | Гохфільцен | Поклюка | Поклюка | Поклюка | Рупольдінг | Рупольдінг | Рупольдінг | Рупольдінг | Рупольдінг | Рупольдінг | Антгольц | Антгольц | Антгольц | Канмор | Канмор | Канмор | Канмор | Преск-Айл | Преск-Айл | Преск-Айл | ЧС Холменколен | ЧС Холменколен | ЧС Холменколен | ЧС Холменколен | ЧС Холменколен | ЧС Холменколен | Ханти-Мансійськ | Ханти-Мансійськ | Ханти-Мансійськ | Підсумки | Підсумки | Підсумки |
| 2015–2016 | ОЗМ       | ЗМ        | Інд       | Спр       | Пр        | Спр        | Пр         | Ест        | Спр     | Пр      | МС      | Спр        | Пр         | МС         | Інд        | МС         | Ест        | Спр      | Пр       | Ест      | Спр    | МС     | ОЗМ    | ЗМ     | Спр       | Пр        | Ест       | ЗМ             | Спр            | Пр             | Інд            | Ест            | МС             | Спр             | Пр              | МС              | Очок     | Місце    |          |
| 2015–2016 | —         | —         | —         | —         | —         | —          | —          | —          | 33      | 24      | —       | 68         | —          | —          | 41         | —          | 1          | 38       | —        | 9        | 8      | 17     | —      | 11     | 33        | 27        | 2         | —              | 13             | 14             | 9              | 5              | 16             | 49              | 41              | —               | 220      | 34       |          |

| 2014-2015 | Естерсунд | Естерсунд | Естерсунд | Естерсунд | Гохфільцен | Гохфільцен | Гохфільцен | Нове Место | Нове Место | Нове Место | Обергоф | Обергоф | Обергоф | Рупольдінг | Рупольдінг | Рупольдінг | Антерсельва | Антерсельва | Антерсельва | ЧС Контіолагті | ЧС Контіолагті | ЧС Контіолагті | ЧС Контіолагті | ЧС Контіолагті | ЧС Контіолагті | Поклюка | Поклюка | Поклюка | Ханти-Мансійськ | Ханти-Мансійськ | Ханти-Мансійськ | Хольменколен | Хольменколен | Хольменколен | Підсумки | Підсумки | Підсумки |
| 2014-2015 | ЗМ        | Інд       | Спр       | Пер       | Спр        | Ест        | Пер        | ЗМ         | Спр        | Пер        | Спр     | Ест     | МС      | Ест        | Спр        | МС         | Спр         | Пер         | Ест         | Спр            | Пер            | Інд            | МС             | ЗМ             | Ест            | Спр     | Пер     | МС      | Спр             | Пер             | МС              | Інд          | Спр          | Ест          | Очок     | Місце    |          |
| 2014-2015 | —         | —         | —         | —         | —          | —          | —          | 3          | 13         | —          | 73      | 6       | —       | —          | 33         | —          | 28          | —           | —           | 37             | 26             | 36             | —              | —              | 6              | —       | —       | —       | 41              | 22              | —               | 7            | 22           | 6            | 147      | 45       |          |

| 2013-2014 | Естерсунд | Естерсунд | Естерсунд | Естерсунд | Гохфільцен | Гохфільцен | Гохфільцен | Анессі | Анессі | Анессі | Обергоф | Обергоф | Обергоф | Рупольдінг | Рупольдінг | Рупольдінг | Антерсельва | Антерсельва | Антерсельва | ОІ Сочі | ОІ Сочі | ОІ Сочі | ОІ Сочі | ОІ Сочі | ОІ Сочі | Поклюка | Поклюка | Поклюка | Контіолагті | Контіолагті | Контіолагті | Хольменколен | Хольменколен | Хольменколен | Підсумки | Підсумки | Підсумки |
| 2013-2014 | ЗМ        | Інд       | Спр       | Пер       | Спр        | Ест        | Пер        | Ест    | Спр    | Пер    | Спр     | Пер     | МС      | Ест        | Інд        | Пер        | Спр         | Пер         | Ест         | Спр     | Пер     | Інд     | МС      | ЗМ      | Ест     | Спр     | Пер     | МС      | Спр         | Спр         | Пер         | Спр          | Пер          | МС           | Очок     | Місце    |          |
| 2013-2014 | —         | —         | —         | —         | —          | —          | —          | —      | —      | —      | —       | —       | —       | —          | —          | —          | 61          | —           | —           | —       | —       | —       | —       | —       | —       | —       | —       | —       | —           | —           | —           | —            | —            | —            | 0        | —        |          |

| У табліці відображені місця, зайняті спортсменом у гонках впродовж біатлонного сезону. Інд — індивідуальна гонка Пр — гонка переслідування Спр — спринт МС — мас-старт Ест — естафета ЗМ — змішана естафета |

## Державні нагороди
- Орден княгині Ольги II ст. (8 березня 2021 року) — за значний особистий внесок у соціально-економічний, науково-технічний, культурно-освітній розвиток Української держави, зразкове виконання службового обов’язку та багаторічну сумлінну працю[1]
- Орден княгині Ольги III ст. (9 вересня 2018) — За вагомий особистий внесок у розвиток та популяризацію фізичної культури і спорту в Україні, досягнення високих спортивних результатів та багаторічну плідну професійну діяльність[2]